# Maria od Apostołów Wüllenweber
Maria od Apostołów (Maria Teresa) Wüllenweber, właśc. niem. Maria Theresia von Wüllenweber (ur. 19 lutego 1833 w Korschenbroich, zm. 25 grudnia 1907 w Rzymie) – niemiecka zakonnica, współzałożycielka salwatorianek (Zgromadzenia Sióstr Boskiego Zbawiciela), błogosławiona Kościoła katolickiego.

## Życiorys
Teresa von Wüllenweber urodziła się na zamku Myllendonk w Korschenbroichu, jako pierwsza z pięciu córek Teodora i Konstancji. Od młodości chciała poświęcić się pracy na misjach i poszukiwała zakonu, do którego mogłaby dołączyć.
W dniu 8 grudnia 1888 roku w Tivoli, wraz z ojcem Franciszkiem Marią, założyła Zgromadzenie Sióstr Boskiego Zbawiciela.

## Kult
Maria Teresa została beatyfikowana 13 października 1968 przez Pawła VI.
Jej wspomnienie liturgiczne w Kościele katolickim obchodzone jest 5 września i 25 grudnia.